# My Cassette Player
My Cassette Player er den tyske sanger Lena Meyer-Landruts debutalbum. Det blev udgivet under hendes kunstnernavn Lena den 7. maj 2010, og debuterede som nr. 1 på den tyske albumhitliste.

## Produktion
My Cassette Player omfatter Lena Meyer-Landruts single "Satellite", som også blev Tysklands vindersang ved Eurovision Song Contest 2010, samt sangene "Love Me" og "Bee", som der var blevet udgivet tidligere den 13. marts 2010. Albummet indeholder også coverversioner af "My Same" af Adele og "Mr. Curiosity" af Jason Mraz, som begge blev sunget af Meyer-Landrut under Unser Star für Oslo (Vores stjerne til Oslo), den tyske nationale udvælgelse til Eurovision Song Contest 2010. Albummet indeholder desuden en coverversion af "Not Following", en ikke-udgivet sang af den engelske singer-songwriter Ellie Goulding. Alle de andre sange blev skrevet eller co-skrevet af Stefan Raab og Meyer-Landrut selv

## Trackliste
| 1.    | "Satellite"               | 2:55 |
| 2.    | "My Cassette Player"      | 3:35 |
| 3.    | "Not Following"           | 3:36 |
| 4.    | "I Like to Bang My Head"  | 3:32 |
| 5.    | "My Same"                 | 3:02 |
| 6.    | "Caterpillar in the Rain" | 3:42 |
| 7.    | "Love Me"                 | 2:59 |
| 8.    | "Touch a New Day"         | 3:08 |
| 9.    | "Bee"                     | 3:00 |
| 10.   | "You Can't Stop Me"       | 2:54 |
| 11.   | "Mr. Curiosity"           | 3:41 |
| 12.   | "I Just Want Your Kiss"   | 3:05 |
| 13.   | "Wonderful Dreaming"      | 3:32 |
| 42:43 |                           |      |